# Люба, дети и завод…
«Лю́ба, де́ти и заво́д…» — российский комедийный телесериал-ситком производства Амедиа. Является адаптацией американского сериала «Грейс в огне» (1993—1998).
На телеканале «СТС» ситком стартовал 12 сентября 2005 года в 21:00 и первоначально принёс внушительные рейтинги, однако в январе 2006 года его показ был перенесён на 18:30 по причине недостаточно высоких для канала рейтингов. В результате из 110 первоначально запланированных серий было снято только 70.

## Сюжет
Любовь Орлова — разведённая многодетная мать, живущая в вымышленном подмосковном городе Бабкинске. Чтобы прокормить себя и своих детей, она устраивается на работу аппаратчицей на химкомбинат, в чисто мужской коллектив. Очень скоро там все полюбили её за общительность и остроумие. В свободное от работы время Любе не дают скучать её лучшая подруга взбалмошная Настя Пряхина с мужем — офицером погранвойск Вовой, бывший супруг Жорик, всегда элегантный друг Артур и многие другие персонажи.

## В ролях
- Татьяна Догилева — Любовь Орлова
- Игорь Стам — Миша, старший (внебрачный) сын Любы
- Павел Владимиров — Костя Орлов, старший сын Любы
- Диана Шпак — Лиза Орлова, дочь Любы
- Максим Белоконь — Павлик Орлов, младший сын Любы
- Игорь Золотовицкий — Георгий Орлов («Жорик»), спившийся бизнесмен, бывший муж Любы
- Нонна Гришаева — Настя Пряхина, официантка в баре «Дубки», лучшая подруга Любы
- Валерий Лернер — Владимир Пряхин («Вовчик»), офицер ВДВ, муж Насти, друг Любы
- Ольга Волкова — Евгения Александровна Орлова, мать Жорика, бывшая свекровь Любы
- Александр Пашутин — Эдуард Георгиевич Орлов, отец Жорика, бывший свёкор Любы
- Валерий Гаркалин — Артур, друг (ухажёр) Любы
- Расми Джабраилов — Иван Иванович Косточкин, начальник Любы
- Сергей Серов — Борис Денисов, начальник Любы
- Владимир Виноградов — Виктор Семёнов, коллега Любы
- Павел Ильин — Роман Самойленко, хозяин аптеки «Здоровый дух»
- Екатерина Васильева — Софья Ивановна, мать Любы, Веры и Нади
- Татьяна Корнух — Вера Гусева, бизнес-леди, сестра Любы
- Екатерина Волкова — Надя, сестра Любы
- Дмитрий Прокофьев — Валентин Синицын, ухажёр Любы
- Юлия Сулес — Марина Борзова
- Валерий Шальных — Сергей
- Алексей Ванин — Герман
- Константин Юшкевич — Кирилл

## Съёмочная группа
- Главный автор: Михаил Марфин
- Авторы сценария: Юрий Исаков, Евгений Антропов, Александр Кагарманов, Денис Каймаков, Артем Логинов, Олег Петров
- Режиссёр-постановщик: Леонид Мазор
- Оператор-постановщик: Юрий Щиренко
- Художники-постановщики: Виктор Черкашин, Александр Бурков
- Телевизионный режиссёр: Карен Захаров
- Главный редактор: Андрей Яковлев
- Набор актёров: Александра Яковенко
- Операторы: Алексей Гриценко, Юрий Тимошенко, Андрей Яременко, Алексей Яцевский
- Звукорежиссёры: Максим Казаков, Олег Титов
- Исполнительный продюсер: Ирина Кузнецова
- Креативный продюсер: Леонид Мазор
- Продюсеры: Александр Акопов, Александр Роднянский, Наталия Шнейдерова, Константин Наумочкин

## Факты
- Главная героиня получила своё имя в честь легендарной советской актрисы Любови Орловой[4].
- Сестёр Орловых зовут как христианских мучениц: Вера, Надежда, Любовь.